# Lepadella ehrenbergii
Lepadella ehrenbergii är en hjuldjursart som först beskrevs av Perty 1850.  Lepadella ehrenbergii ingår i släktet Lepadella och familjen Lepadellidae. Arten är reproducerande i Sverige. Inga underarter finns listade i Catalogue of Life.